# Тори Лейн
Тори Лейн (на английски: Tory Lane) е артистичен псевдоним на Лиса Никол Пясецки (на английски: Lisa Nicole Piasecki) – американска порнографска актриса и режисьор на порнографски филми.

## Ранен живот
Родена е на 30 септември 1982 г. във Форт Лодърдейл, щата Флорида, САЩ и е от полско-италиански етнически произход. В ранното си детство тренира класически балет. Завършила е Брауърдския обществен колеж в родния си град със степен бизнес сътрудник. Работи последователно като барман в Клуб „Елбо“ във Форт Лодърдейл, сервитьорка в ресторант от веригата „Хутърс“, продавач-консултант в магазин за порнофилми и стриптизьорка в нощни клубове.

## Кариера
Започва своята кариера в порно индустрията през 2004 г., когато е на 22-годишна възраст. Първата и ̀ сцена е продуцирана от Сузи Рандал и в нея си партнира с двама мъже – Бен Инглиш и Марко. Наред с професионалната си кариера на порноактриса и режисьор на порнофилми, Тори Лейн се изявява и като стриптизьорка в нощни клубове в различни градове на САЩ. Носителка е на две AVN награди - за най-добра POV секс сцена и за най-добра групова секс сцена.

## Личен живот
През 2005 г. се омъжва в Лас Вегас, щата Невада за порноактьора Рик Шеймлес, но през месец ноември на същата година двамата анулират брака си.
През февруари 2015 г. е арестувана и отстранена от полет на „Делта Еърлайнс“ за нападение на членове на екипажа и други пътници. По-късно е съдена от стюардеса за причинени наранявания при този инцидент.

## Награди и номинации
Носителка на награди
- 2009: AVN награда за най-добра POV секс сцена.[7]
- 2010: AVN награда за най-добра сцена с групов секс във филм – „2040“ (с Джесика Дрейк, Алектра Блу, Кърстен Прайс, Кейлани Лей, Микайла Мендес, Джейдън Джеймс, Кайла Карера, Брад Армстронг, Роко Рийд, Маркус Лондон, Мик Блу, Т.Джей Къмингс и Ранди Спиърс).[8]
- 2017: AVN зала на славата.[10]

Номинации
- 2006: Номинация за AVN награда за най-добра нова звезда.[11]
- 2006: Номинация за F.A.M.E. награда за любима порноактриса.[12]
- 2007: Номинация за AVN награда за най-добра POV секс сцена (с Крис Стриъмс) – „About Face 3“.[13]
- 2007: Номинация за AVN награда за най-добра орална секс сцена (видео) (с Джинър) – „Gag Factor 21“.[13]
- 2007: Номинация за AVN награда за най-добра анална секс сцена (видео) (с Марк Дейвис) – „Up'R Class 4“.[13]
- 2007: Номинация за AVN награда за най-добра секс сцена само с момичета (видео) (с Джена Хейз) – „Тъмната страна на Джена Хейз“.[13]
- 2007: Номинация за XRCO награда за жена изпълнител на годината.[14]
- 2007: Номинация за XRCO награда за супермръсница.[14]
- 2007: Номинация за XRCO награда за оргазмен оралист.[14]
- 2007: Финалистка за F.A.M.E. награда за любима орална звезда.[15]
- 2007: Финалистка за F.A.M.E. награда за любима анална звезда.[15]
- 2008: Номинация за AVN награда за най-добра актриса (видео).[16]
- 2008: Номинация за AVN награда за най-добра анална секс сцена (видео) – „Flesh Hunter 9“ (с Ванеса Лейн и Мистър Пит).[16]
- 2009: Номинация за Hot d'Or награда за най-добра жена американски изпълнител.[17]
- 2009: Финалистка за F.A.M.E. награда за любима анална звезда.[18]
- 2010: Номинация за AVN награда за най-добра нова уеб звезда.[19]
- 2010: Номинация за AVN награда за най-добра анална секс сцена (с Лексингтън Стийл) – „Гръдно преклонение 2“.[20]
- 2010: Номинация за F.A.M.E. награда за любима анална звезда.[21]
- 2010: Номинация за F.A.M.E. награда за любима орална звезда.[21]
- 2013: Номинация за AVN награда за най-добра секс сцена с двойно проникване (със Стив Холмс и Мистър Пит) – „Анална покана“.[22]